# Marthozit
Marthozit ist ein sehr selten vorkommendes Uran-Mineral aus der Mineralklasse der „Oxide und Hydroxide“ (einschließlich V[5,6]-Vanadate, Arsenite, Antimonite, Bismutite, Sulfite, Selenite, Tellurite und Iodate). Es kristallisiert im orthorhombischen Kristallsystem mit der chemischen Zusammensetzung Cu(UO2)3(SeO3)2O2·8H2O, ist also ein wasserhaltiges Kupfer-Uranyl-Selenit.
Marthozit entwickelt häufig gelbgrüne, pyramidale Kristalle sowie gelbe Aggregate.

## Etymologie und Geschichte
Marthozit wurde erstmals an einer Mineralprobe aus der Musonoi Mine in Katanga (heute: Demokratische Republik Kongo) entdeckt und 1969 durch Fabien Cesbron, Robert Oosterbosch und Roland Pierrot beschrieben, die das Mineral nach dem französischen Mineralogen Aime Marthoz (1864–1962) benannten.
Die von den Erstbeschreibern zunächst angegebene Summenformel Cu(UO2)3(SeO3)3(OH)2·7H2O konnte im Jahre 2001 durch Einkristallstrukturanalyse zu Cu(UO2)3(SeO3)2O2·8H2O korrigiert werden.
Das Typmaterial des Minerals wird unter der Katalognummer 12.252 im Naturhistorischen Museum in Paris aufbewahrt.

## Klassifikation
In der veralteten 8. Auflage der Mineralsystematik nach Strunz ist Marthozit noch nicht verzeichnet. Im Lapis-Mineralienverzeichnis nach Stefan Weiß, das sich aus Rücksicht auf private Sammler und institutionelle Sammlungen noch nach dieser alten Form der Systematik von Karl Hugo Strunz richtet, erhielt das Mineral die System- und Mineral-Nr. IV/K.11-20. In der „Lapis-Systematik“ entspricht dies der Klasse der „Oxide und Hydroxide“ und dort der Abteilung „Sulfite, Selenite und Tellurite“, wo Marthozit zusammen mit Demesmaekerit, Derriksit, Guilleminit, Haynesit, Larisait und Piretit die Gruppe der „Uranylselenite mit Baugruppen [UO2]2+–[SeO3]2−“ bildet (Stand 2018).
Die von der International Mineralogical Association (IMA) bis 2009 aktualisierte 9. Auflage der Strunz’schen Mineralsystematik ordnet den Marthozit in die erweiterte Abteilung der „Arsenite, Antimonite, Bismutite, Sulfite, Selenite, Tellurite; Iodate“ ein. Diese ist allerdings weiter unterteilt nach der Stoffgruppe sowie der möglichen Anwesenheit von zusätzlichen Anionen und Kristallwasser, so dass das Mineral entsprechend seiner Zusammensetzung in der Unterabteilung „Selenite mit zusätzlichen Anionen; mit H2O“ zu finden ist, wo es als einziges Mitglied die unbenannte Gruppe 4.JJ.05 bildet.
Die vorwiegend im englischen Sprachraum gebräuchliche Systematik der Minerale nach Dana ordnet den Marthozit dagegen in die Klasse der „Sulfate, Chromate, Molybdate“ und dort in die Abteilung der „Selenite, Tellurite und Sulfite“ ein. Hier ist er als einziges Mitglied in der unbenannten Gruppe 34.07.04 innerhalb der Unterabteilung „Selenite - Tellurite - Sulfite“ zu finden.

## Kristallstruktur
Marthozit kristallisiert in der orthorhombischen Raumgruppe Pbn21 (Raumgruppen-Nr. 33, Stellung 2) mit den Gitterparametern a = 16,4537 Å; b = 17,2229 Å; c = 6,9879 Å und 4 Formeleinheiten pro Elementarzelle.
Die Kristallstruktur von Marthozit weist drei unterschiedliche Uranyl-Einheiten auf, wovon eine hexagonal-bipyramidal, die anderen beiden pentagonal-bipyramidal von Sauerstoffatomen umgeben sind. Die Selenit-Einheiten bilden trigonale Pyramiden mit dem Selenatom als Spitze. So entstehen Schichten aus Uranyl-Kationen und Selenit-Anionen, die untereinander durch die Cu2+-Ionen verbrückt werden. Die Kupfer-Ionen koordinieren jedoch ausschließlich die pentagonal-bipyramidalen Uranyleinheiten. Das Kupfer selbst ist dabei von vier Einheiten Kristallwasser umgeben, so dass es oktaedrisch von sechs Sauerstoffatomen umgeben ist.
| Kristallstruktur von Marthozit                                                                                             |
| --- |
| - Schichtstruktur in Richtung der kristallographischen a-Achse - und in Richtung der kristallographischen b-Achse          |
| Farblegende: 0 _ U 0 _ O 0 _ Se 0 _ Cu 0 _ Kristallwasser (letzteres im zweiten Bild der Übersichtlichkeit wegen entfernt) |

## Eigenschaften
Das Mineral ist durch seinen Urangehalt von bis zu 54,78 % radioaktiv. Unter Berücksichtigung der Mengenanteile der radioaktiven Elemente in der idealisierten Summenformel sowie der Folgezerfälle der natürlichen Zerfallsreihen wird für das Mineral eine spezifische Aktivität von etwa 98 kBq/g angegeben (zum Vergleich: natürliches Kalium 0,0312 kBq/g). Der zitierte Wert kann je nach Mineralgehalt und Zusammensetzung der Stufen deutlich abweichen, auch sind selektive An- oder Abreicherungen der radioaktiven Zerfallsprodukte möglich und ändern die Aktivität.

## Modifikationen und Varietäten
Sowohl Cesbron, Oosterbosch und Pierrot als auch Cooper und Hawthorn berichten von einer Meta-Form des Marthozit. Die Arbeit der letztgenannten Autoren gibt für Metamarthozit eine Summenformel von Cu(UO2)3(SeO3)2O2·6H2O an. Er kristallisiert ebenfalls orthorhombisch mit ähnlichen Zelldimensionen, wobei lediglich die b-Achse auf 15,8 Å verkürzt ist.

## Bildung und Fundorte
Marthozit bildet sich als sekundäres Uranmineral in der Oxidationszone selenreicher hydrothermaler Uranerze. Es findet sich vergesellschaftet mit Digenit, Demesmaekerit, Denningit, Guilleminit. Neben der Typlokalität in der Kasolo Mine bei Kolwezi findet sich Marthozit weltweit nur noch im „La Creusaz U prospect“ in Les Marécottes im Kanton Wallis in der Schweiz sowie möglicherweise in Moldava bei Dubí in der Tschechischen Republik.

## Vorsichtsmaßnahmen
Auf Grund der starken Radioaktivität des Minerals sollten Mineralproben vom Marthozit nur in staub- und strahlungsdichten Behältern, vor allem aber niemals in Wohn-, Schlaf- und Arbeitsräumen aufbewahrt werden. Ebenso sollte wegen der hohen Toxizität und Radioaktivität von Uranylverbindungen eine Aufnahme in den Körper (Inkorporation, Ingestion) auf jeden Fall verhindert und zur Sicherheit direkter Körperkontakt vermieden sowie beim Umgang mit dem Mineral Mundschutz und Handschuhe getragen werden.